# Léon-Honoré Labande
Léon Honoré Labande (Orrouy, Oise, 17 de setembre de 1867 - Avinyó, 21 de setembre de 1939) va ser un historiador i bibliotecari francès.

## Biografia
Léon Honoré Labande va néixer a Orrouy el 17 de setembre de 1867 en una família modesta, d'un pare professor. Després d'estudiar al seminari de Beauvais es va incorporar a l'École Nationale des Chartes, on va ser major el 1890. Allí coneix a Ferdinand Lot amb qui s'uneix. Inicialment atret per la filologia gràcies a Paul Meyer, va dedicar la seva tesi a la història de Beauvais i de les seves institucions municipals, de la que va rebre el premi La Fons-Mélicocq.
Les seves primeres obres són sobre la seva regió (cartulari de Sant Quintí de Beauvais, classificació dels arxius municipals de Verdun…), i a finals del 1890 va ser nomenat comissari de la biblioteca d'Avinyó i del Museu Calvet, llocs que va ocupar durant quinze anys. La seva obra eclèctica és especialment notable pels estudis dels monuments preromànics i romànics de Provença.
En 1906, per recomanació de Paul Meyer, va ser triat entre molts sol·licitants com a conservador dels arxius i de la biblioteca del Palau de Mònaco, que li va permetre tenir accés als arxius d'una família governant. També es va dedicar a la història de la Provença, de la que va publicar diversos volums.
Corresponsal de l'Académie des inscriptions et belles-lettres, va ser honrat per moltes societats científiques (Société française d'archéologie, Commission des Monuments historiques, …) i per l'Académie de Vaucluse.
Després d'una curta malaltia, va morir a Avinyó el 21 de setembre de 1939.

## Publicacions (extracte)
- Les Doria de France : Provence, Avignon et Comté Venaissin, Bretagne, Ile-de-France - 1899
- Étude historique et archéologique sur St. Trophime d'Arles du IVe au XIIIe siècle - 1904
- La Cathédrale de Vaison : étude historique et archéologique - 1905
- Avignon au XIIIe siècle - Paris, 1908
- Le palais des papes d'Avignon et les monuments historiques d'Avignon au XIVe siècle - 1925
- Notice sur la vie et les travaux de Henry Cochin, membre de l'Académie - 1928
- Les primitifs français; Peintres et peintres-verriers de la Provence occidentale - 1932
- Histoire de la Principauté de Monaco - 1934
- Les Bréa, peintres niçois des XVe et XVIe siècles en Provence et en Ligurie - 1937